# Faye White
Pour les articles homonymes, voir White.
Faye White, née le 2 février 1978 à Crawley (Sussex, Angleterre), est une joueuse de football britannique à la retraite, qui a été la capitaine d'Arsenal Ladies.

## Carrière en club
La carrière de White commence à Arsenal lorsqu'elle a 18 ans. Pendant la saison 1996/1997, White entre dans l'équipe première en intégrant la défense centrale. Cette même année, elle gagne son premier trophée : le Championnat d'Angleterre de football féminin.
La saison 1997/1998 fut faste pour White qui gagna non seulement la Coupe d'Angleterre de football féminine et la Coupe de la ligue d'Angleterre féminine mais qui fut aussi nommée « Joueuse de l'année » de la Premier League. White continua son ascension au sein d'Arsenal en gagnant la Coupe d'Angleterre une nouvelle fois et la Coupe de la Ligue à deux autres reprises.
Cependant l'équipe rata la titre du Championnat jusqu'à la saison 2000/2001 où elles firent leur second triplé en gagnant les trois compétitions majeures (championnat, coupe d'Angleterre, coupe de la Ligue).
En 2002, White devient capitaine d'Arsenal et mène l'équipe au doublé championnat/coupe d'Angleterre à deux reprises durant les saisons 2003/2004 et 2005/2006.
White fut absente durant une grande partie de la saison 2006/2007 après  une rupture des ligaments lors du match amical de pré-saison contre Bristol City le 26 juillet 2006. Elle a été décorée MBE pour ses services rendus au sport anglais en 2007.
White joue ensuite pour le club canadien Fury d'Ottawa jusqu'au 21 juillet dans le but de gagner du temps de jeu et de participer à la Coupe du monde en septembre 2007 en Chine.
À la suite d'une blessure récurrente au genou, elle met un terme à sa carrière en mars 2013.

## Carrière internationale
White fait ses débuts chez les Three Lions en 1998 contre la France et est nommée joueuse du match.
En 2002, elle devient capitaine de la sélection et compte aujourd'hui 64 sélections et 7 buts.
En août 2007, son nom figurait dans la liste des 21 joueuses choisies pour la Coupe du monde de football féminin 2007.
Elle dispute en 2011 la Coupe du monde se déroulant en Allemagne, où l'Angleterre est éliminé par la France en quart de finale. Faye White est chargée de tirer le dernier pénalty de son équipe. Son tir s'écrase sur la barre transversale et sonne l'élimination des anglaises.
Avril 2012, elle annonce sa retraite du football international, à la suite de sa grossesse.

## Palmarès
- Championnat d'Angleterre de football féminin : 11 fois : 1996-97, 2000-01, 2001-02, 2003-04, 2004-05, 2005-06, 2006-07, 2007-08, 2008–09, 2009–10, 2011
- Coupe d'Angleterre de football féminine : 9 fois : 1997–98, 1998–99, 2000–01, 2003–04, 2005–06, 2006–07, 2007–08, 2008–09, 2010–11.
- Coupe de la ligue d'Angleterre féminine : 6 fois : 1997-98, 1998-99, 1999-00, 2000-01, 2004-05, 2008–09.
- Community Shield féminin : 4 fois : 1999-00, 2001–02, 2004–05, 2005–06.
- Coupe UEFA féminine 1 fois : 2006-2007
- Finaliste du Championnat d'Europe de football féminin 2009